# Bobby Rainey
Bobby Rainey Jr. (Griffin, 16 ottobre 1987) è un ex giocatore di football americano statunitense che ha giocato nel ruolo di running back nella National Football League (NFL). Al college ha giocato a football alla Western Kentucky University.

## Carriera professionistica

### Baltimore Ravens
Dopo non essere stato scelto nel Draft NFL 2012, Rainey firmò coi Baltimore Ravens. Il 16 ottobre fu promosso nel roster attivo dopo l'infortunio di Lardarius Webb ma nella sua stagione da rookie non scese mai in campo e il 31 agosto 2013 fu svincolato definitivamente.

### Cleveland Browns
Il 1º settembre 2013, Rainey firmò con i Cleveland Browns. Con essi debuttò come professionista nella prima settimana della stagione contro i Miami Dolphins. Dopo la settimana 7 della stagione fu svincolato.

### Tampa Bay Buccaneers
Dopo la fine dell'esperienza coi Browns, Rainey firmò con i Tampa Bay Buccaneers. L'11 novembre 2013 segnò il suo primo touchdown da professionista che si rivelò essere quella della vittoria della sua squadra contro i Dolphins. Nel turno successivo vinto contro gli Atlanta Falcons, complici gli infortuni del running back titolare Doug Martin e del suo sostituto Mike James, Bobby vide aumentare le proprie responsabilità in campo, ripagando i Bucs con una prestazione notevole composta da 163 yard corse e tre touchdown totali, due su corsa e uno su passaggio del quarterback Mike Glennon. Per questa prova fu premiato come miglior giocatore offensivo della NFC della settimana e come running back della settimana. Tornò a giocare una grande gara nella vittoria della settimana 14 contro i Buffalo Bills correndo 127 yard e segnando uno spettacolare touchdown dopo una corsa da 80 yard. Due settimane dopo segnò il suo quinto touchdown stagionale contro i St. Louis Rams ma i Bucs uscirono sconfitti in trasferta. La sua annata si concluse con 566 yard corse su 150 tentativi, con cinque touchdown su corsa e uno su ricezione in nove presenze, sei delle quali come titolare.
Nella prima gara della stagione 2014, Rainey segnò un touchdown su ricezione ma la sua squadra fu sconfitta dai Panthers. La domenica successiva partì come titolare al posto dell'infortunato Doug Martin, rispondendo con 144 yard corse su 22 tentativi contro i St. Louis Rams. La sua annata si chiuse al secondo posto della squadra con 406 yard corse.
Nel quinto turno della stagione 2015 contro i Jacksonville Jaguars, Rainey ebbe due lunghi ritorni da 58 e 25 yard dopo cui i Bucs segnarono due touchdown, che gli valsero il premio di giocatore degli special team della NFC della settimana. La sua stagione si chiuse guidando la NFL con 6 fumble recuperati.

## Palmarès

### Franchigia
- Super Bowl : 1

Baltimore Ravens: Super Bowl XLVII
- American Football Conference Championship: 1

Baltimore Ravens: 2012

### Individuale
- Running back della settimana: 1

11ª del 2013
- Giocatore offensivo della NFC della settimana: 1

11ª del 2013
- Giocatore degli special team della NFC della settimana: 1

5ª del 2015